# Nördlinger Ries (Kulturraum)

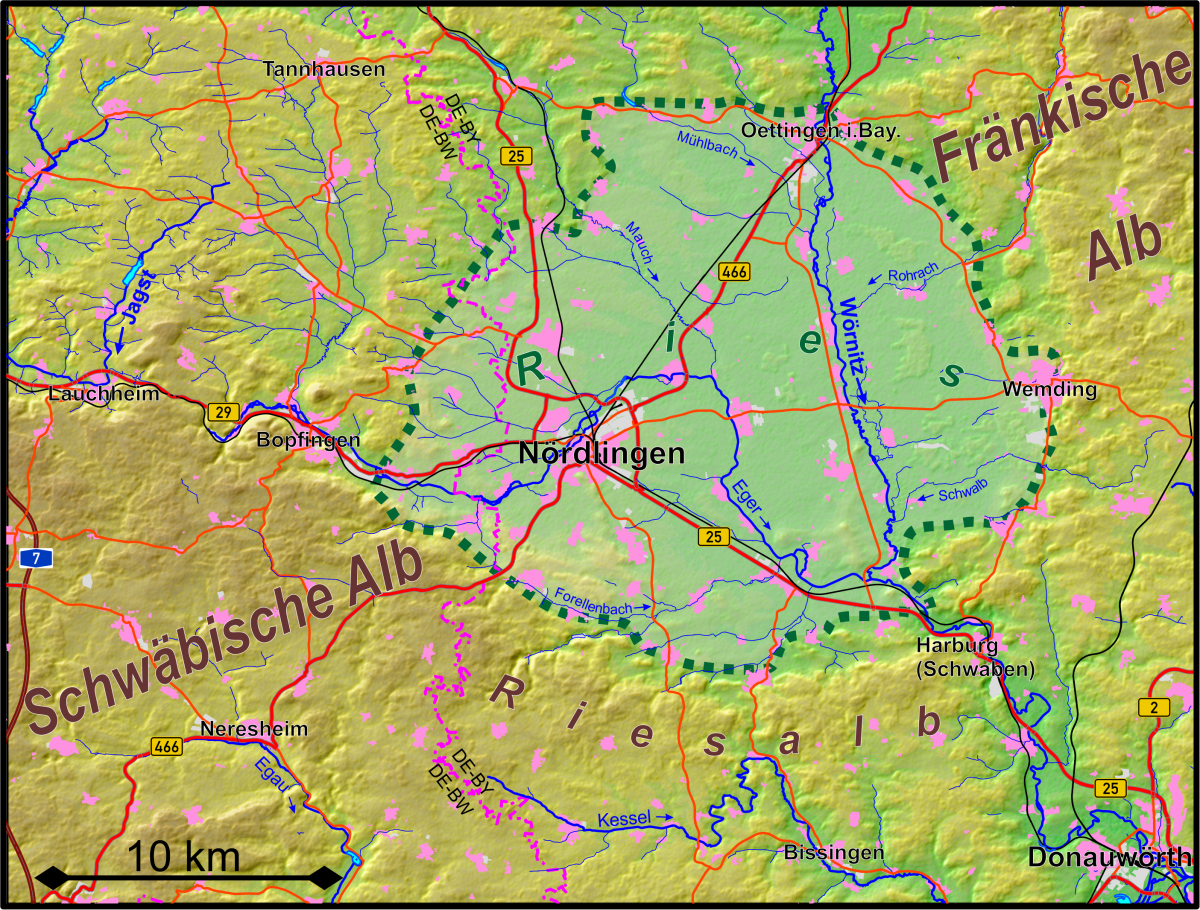
Der Rieskrater

Das Nördlinger Ries ist ein Natur- und Kulturraum im Norden Bayerisch-Schwabens, der sich in einem Impaktkrater von knapp 22 km Durchmesser befindet. Der Rieskrater liegt zum Großteil im bayerischen Landkreis Donau-Ries und zu kleinen Teilen im mittelfränkischen Landkreis Weißenburg-Gunzenhausen und im baden-württembergischen Ostalbkreis.

## Konfessionelle Spaltung
Das Nördlinger Ries ist eine konfessionell gespaltene Region. Dieser Zustand geht auf die verschiedenen Grundherren zurück, die im Ries Besitzungen hatten, von denen sich manche der Reformation anschlossen, während andere katholisch blieben. So wurden einige Dörfer, die zwischen verschiedenen Grundherren aufgeteilt waren, gemischtkonfessinell. Da es in diesen Dörfern meistens nur eine Kirche gab, kam es auch zur Nutzung einer Kirche als Simultankirche, so zum Beispiel in Deiningen oder in Ehingen am Ries (bis heute).
Die großen Konfessionellen Pole waren die Freie Reichsstadt Nördlingen und das Fürstentum Oettingen-Oettingen auf der protestantischen Seite und die Fürstentümer Oettingen-Spielberg und Oettingen-Wallerstein sowie die klösterlichen und ordensritterlichen Besitzungen (Johanniter und Deutscher Orden) auf katholischer Seite.

## Dialekt
Im Nördlinger Ries wird eine ostschwäbische Dialektform, das Rieser Schwäbisch, gesprochen. Im Volksmund wird es gern als Rieserisch bezeichnet. Auch innerhalb des Rieses lassen sich verschiedene Variationen der Mundart erkennen.

## Tracht

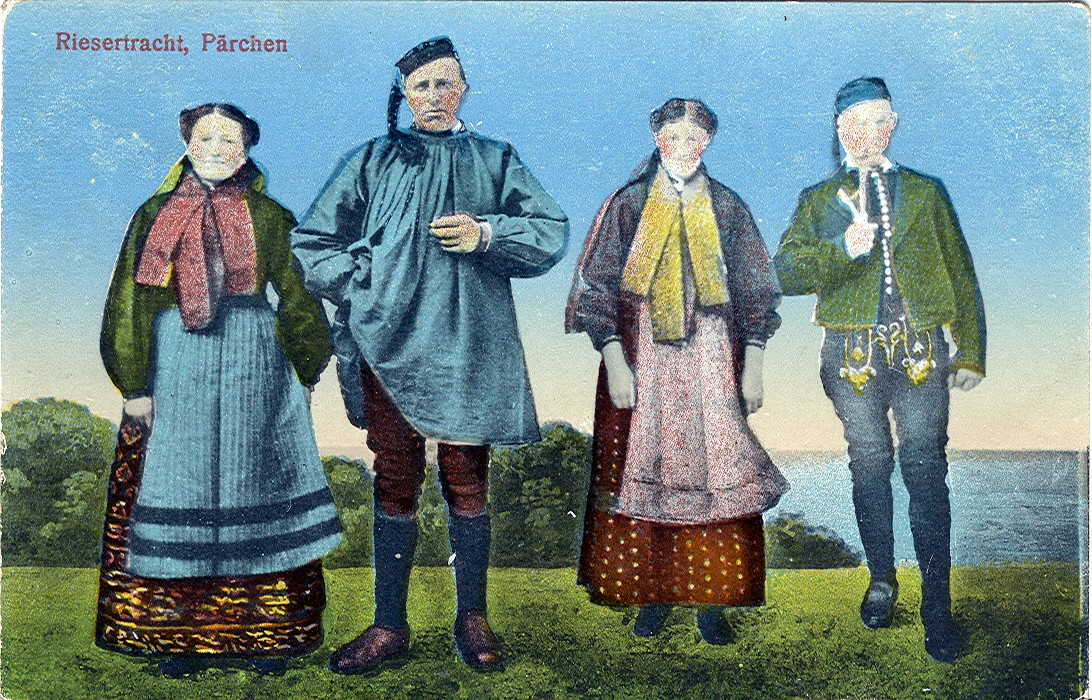
Rieser Tracht

Man unterscheidet sowohl bei Männern, als auch bei Frauen die Arbeits- von der Sonntagstracht. Auch heute ist die Bezeichnung Ärbatshees oder Sonndehees im Ries noch gebräuchlich.

### Werktagstracht
Obwohl erst seit dem 19. Jahrhundert üblich, ist der Rieser Bauernkittel die für das Ries charakteristische Arbeitstracht der Männer. Es handelt sich um ein einfaches, weiß oder rot besticktes blaues Leinenhemd, das bis an die Knie reicht. An der Farbe der Bestickung soll man die Konfession des Trägers erkennen können: weiß für evangelisch, rot für katholisch. Dazu wurde das Troddelkäppele getragen: Quaste (Troddel) links heißt unverheiratet, Quaste rechts bedeutet verheiratet. Die Stoffhose der Männer reicht bis unter das Knie, dazu gehören weiße Strümpfe und schwarze Schuhe. Reiche Bauern trugen eng anliegende, lederne Stiefel, die bis über das Knie hochgezogen werden konnten.

### Sonntagstracht
Die Sonntagstracht der Männer bestand aus einer farbigen Weste mit vielen Silberknöpfen (meist zwölf oder 16), wobei die Katholiken gern rote Westen trugen, während die Protestanten schwarz bevorzugten. Darüber trugen die reichen Bauern lange Mäntel oder Spenzer, als Kopfbedeckung diente ein flacher, runder Hut. Auch bei den Frauen wurde die Farbe der Tracht von der Konfession bestimmt: katholische Frauen trugen kräftige, evangelische Frauen dunkle, gedeckte Farben. Während die evangelischen Frauen eher kleinere Hauben trugen, konnten die Hauben der Katholikinnen, in Form von Rad- oder Reginahauben durchaus größer ausfallen.

## Küche
Die Rieser Küche vereint Elemente der schwäbischen und fränkischen Küche. Spezialitäten sind:
- Rieser Hochzeitssuppe: Eine Rinderbrühe mit diversen Knödelarten: (ausgebackene) Grießknödel, Brätknödel, Leberknödel oder Leberspätzle
- Rieser Gans
- Rieser Küchle
- Staben- oder Messwürste
- Rieser Bauerntorte: ein kreisrunder, platter Apfelmuskuchen mit etwa 40 bis 60 cm Durchmesser.

## Musik

Kinder beim Nördlinger Stabenfest

Während es in den größeren katholischen Rieser Dörfern Musikkapellen mit langer Tradition gibt (Deiningen, Fremdingen, Maihingen, Marktoffingen, Reimlingen), gibt es in den mehrheitlich evangelischen Dörfern meist kirchlich organisierte Posaunenchöre.
Von Friedrich Völklein (Text) und Gerhard Kronberg (Melodie) stammt das Rieser Heimatlied. Große Tradition in Nördlingen hat das Stabenlied, das am Stabenfest gespielt und gesungen wird.

## Rieser Kulturtage
Die 1975 vom damaligen bayerischen Wirtschaftsminister Anton Jaumann, einem Rieser, initiierten Kulturtage finden in zweijährigem Rhythmus statt. Getragen werden die Konzerte, Vorträge, Ausstellungen, Exkursionen und Aktionen von einem ausschließlich ehrenamtlich arbeitenden Verein und dessen Arbeitskreisen. Die Kulturtage verhelfen dem Ries zu neuem Selbstbewusstsein; traditionell übernehmen die Ministerpräsidenten Bayerns und Baden-Württembergs die Schirmherrschaft.
Der Verein Rieser Kulturtage e. V. vergibt im Rahmen der Rieser Kulturtage den Rieser Kulturpreis.

## Rieser Bauernhaus

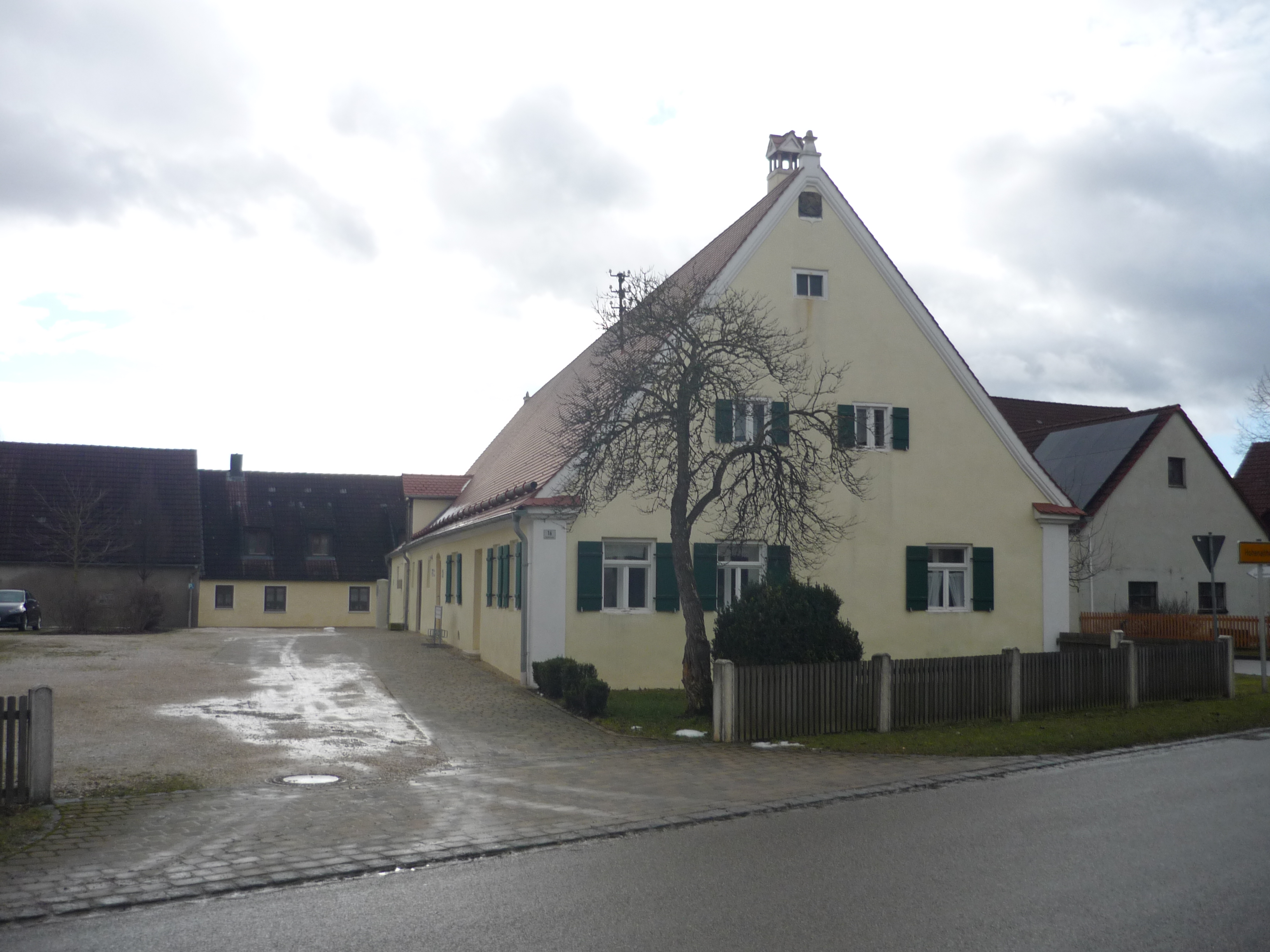
Der Vogelbauer-Hof in Balgheim

Das Rieser Bauernhaus ist ein einstöckiges Wohnstallhaus, dessen Verbreitungsgebiet sich auf den Rieskrater, sowie auf vereinzelte angrenzende Dörfer ausdehnt. Charakteristisch sind vor allem das steile Satteldach, die Giebelzier und die asynchrone Anordnung der drei Fenster für Küche und Stube am Straßengiebel.